# Кадымов, Рауль Абдулла оглы
Рауль Абдулла оглы Кадымов (азерб. Raul Abdulla oğlu Qədimov; 22 июля 1939, Кировабад — 2000, Гянджа) — советский и азербайджанский микробиолог, доктор наук, профессор, заслуженный деятель наук Азербайджана, академик Российской академии аграрного образования.
Учёный в области ветеринарии, микробиологии, организатор и руководитель научно-исследовательской работы по ветеринарии в республике, пропагандист достижений ветеринарной науки.

## Биография
Рауль Кадымов родился 22 июля 1939 года в городе Гянджа Азербайджанской CСР.
Его отец — Абдулла Гусейнович Кадымов (1912—1953 гг.) — ученый, был одним из организаторов Азербайджанского сельскохозяйственного института.
В 1947 г. Кадымов поступил в русскую среднюю школу № 1 Гянджи (Кировабад). Ещё с малых лет Рауль проявлял трудолюбие, тягу к знаниям, любовь к книгам, интерес к животным, что послужило основанием в выборе специальности, и в 1957 году он успешно сдает вступительные экзамены в Азербайджанский сельскохозяйственный институт, ещё не зная, что вся его последующая жизнь, жизнь педагога и ученого будет связана с этим институтом.
В 1962 г. Кадымов заканчивает учёбу с красным дипломом и направляется на работу в Азербайджанский научно-исследовательский институт животноводства. Профессор Р. А. Кадымов являлся крупным популяризатором достижений ветеринарной науки. «Медицина лечит человека, а ветеринария оберегает человечество» — любил повторять Рауль Абдуллаевич выражение знаменитого ветеринарного врача С. С. Евсеенко. Он является автором более 300 опубликованных научных трудов, в том числе монографий учебников.
Профессор Кадымов принимал активное участие в работе учебных, общественных и научных организаций, активно участвовал во всесоюзных и республиканских съездах, конференциях, симпозиумах и совещаниях по иммунологии, микробиологии и эпизоотологии.

## Образование
В 1957 году Кадымов поступает на ветеринарный факультет Азербайджанского сельскохозяйственного института.
Будучи студентом Кадымов проявляет интерес к научно-исследовательской работе, делает доклад на студенческой конференции в г. Москве на тему : «Изучение резистентности организма ягнят», за что был удостоен Похвальной грамоты.
Уже в студенческие годы он выезжает в хозяйства республики, принимает участие в борьбе с инфекционными болезнями животных.
В годы учёбы в Азербайджанском сельскохозяйственном институте в окружении видных специалистов-ученых (К. И. Сафаров, М. К. Ганиев, он расширил своё мировоззрение. Пять лет проучившись на «отлично», в 1962 г. заканчивает учёбу и получает диплом ветеринарного врача.
По распределению вуза Кадымов направлен на работу в Азербайджанский научно-исследовательский институт животноводства младшим научным сотрудником. Высокая работоспособность позволяют начинающему специалисту проводить научно-исследовательские работы в области животноводства. Оценив способности молодого специалиста, видя его склонность к научным исследованиям, Учёный совет АзНИИЖа принял решение направить Кадымова в аспирантуру при кафедре эпизоотологии и микробиологии Азербайджанского сельскохозяйственного института.
В 1963—1966 гг. аспирант Кадымов всесторонне изучает роль иммуностимуляторов в повышении резистентности и иммунобиологической реактивности организма овец. На основании накопленного материала в 1966 г. Кадымов защитил диссертацию на тему: «Влияние тканевого биостимулятора на иммунобиологическую реактивность организма овец, вакцинированных против анаэробных инфекций» на соискание ученой степени кандидата ветеринарных наук. По окончании аспирантуры молодого ученого оставляют на постоянную работу в качестве ассистента кафедры эпизоотологии и микробиологии ветеринарного факультета, с 1967 г. — он доцент той же кафедры.

## Начало профессиональной деятельности

### Преподавание
Рауль Абдулла оглы с большим энтузиазмом приступил к своей работе — готовить нужные кадры для сельского хозяйства, ветеринарных врачей. Он знал, что преподаватель не только должен исполнять свои обязанности как специалист, но ещё и вести научную работу. В 1977 г. Кадымову присвоено ученое звание профессора. В то же время Р. А. Кадымов ведет активную общественную деятельность. В 1970 г. — ученый секретарь АзСХИ,в период 1972—1978 гг. проректор по науке АзСХИ.С 1978 г. Кадымов является заведующим кафедрой эпизоотологии, микробиологии и вирусологии. Будучи заведующим кафедрой, профессор подготавливает научные кадры и тысячи ветеринарных врачей. Под его руководством более 21 человека получили звание кандидата и доктора ветеринарных наук. Сейчас в республике нет такого колхоза, где бы не работали ученики проф. Р. А. Кадымова. В целом его работы отличаются необходимой разносторонностью, он удачно сочетал основные качества педагога высшей школы и ученого. Научные исследования Кадымов сочетал с научно-организаторской, педагогической и общественной деятельностью. Он являлся заведующим кафедрой микробиологии, эпизоотологии и вирусологии, научным руководителем лаборатории по изучению инфекционных болезней овец, членом специализированного Закавказского совета по присуждению ученых степеней членом секции ветеринарии ВАСХНИЛ, членом НТС Госапрома Азербайджана, членом Международного общества микробиологов (г. Прага), председателем специализированного Совета по присуждению ученых степеней АзСХИ.

### Научная работа
В 1960-х анаэробные инфекции являлись широко распространенными заболеваниями в овцеводческих хозяйствах и наносили большой экономический ущерб. Широкому распространению анаэробных инфекций способствовала сложная эпизоотологическая обстановка в хозяйствах, когда практически невозможно было решить поставленные вопросы, используя для прививок отдельные моновакцины. В связи с этим проблема ассоциированной и комплексной вакцинации овец все больше привлекала внимание учёного. Кадымов посвящает свою научную работу разрешению этой проблемы. Большой заслугой Кадымова является то, что он не только показал возможность использовать различные сочетания моновакцин, доказав их безвредность, но и установил, что с учётом ряда закономерностей можно использовать самые сложные комплексы моновакцин, по своей реактогенности не отличающихся от обычных монопрепаратов, и получить требуемый иммунологический ответ организма на все введенные антигены. Его напряженная работа увенчалась успехом. В 1976 г. Кадымов защищает диссертацию на соискание ученой степени доктора ветеринарных наук на тему: «Изучение эффективности комплексной и ассоциированной вакцинации овец против инфекционных заболеваний». Одним из основных моментов научно-исследовательской деятельности Кадымова можно считать систематическую работу по выявлению факторов, способствующих повышению резистентности и иммунобиологической реактивности организма животных.
Кадымов изучал различные сочетания вакцин, а разработка различных комплексов заканчивалась испытанием в условиях научно-производственного комплекса на весьма значительном количестве животных. Так, проверку эффективности ассоциированных прививок против паратифа, брадзота и инфекционной энтеротоксемии Кадымов успешно завершил в 1970 г. на отаре в 15000 голов овец; против оспы, брадзота и инфекционной энтеротоксемии — в 1972 г.; пастереллеза, брадзота и энтеротоксемии — на отаре в 27000 голов овец (1976 г.).
Профессором Кадымовым проведены исследования по влиянию стресс-факторов на иммунобиологическую реактивность овец. Им изучено влияние повышенной температуры, влажности воздуха на иммунитет при анаэробных инфекциях, на основании чего разработана схема вакцинации овец в регионах с высокой температурой окружающей среды. Из числа научных исследований, выполненных в этом направлении, следует отметить такие труды, как «Влияние повышенной температуры, влажности воздуха на иммунитет при анаэробных инфекциях»(1979), «Влияние температуры на иммунобиологическую реактивность овец»(1982), «Влияние высокой температуры окружающей среды на резистентность птицы»(1987), «Влияние стресс-фактора на иммунитет птицы»(1988) и другие.
Кадымовым изучена роль ассоциации микроорганизмов в возникновении болезней ягнят, пушных зверей и птиц. Установлено, что при большой концентрации овец на ограниченных площадях создаются благоприятные условия для различных типов ассоциаций микроорганизмов, симбиоценозов и паразитоценозов — экологического фактора смешанных инфекций.
В 1992 г. профессор Кадымов возглавлял лабораторию по изучению инфекционных болезней овец, которая в творческом содружестве с Институт винограда и вина «Магарач» и Институт ботаники им. Н. Г. Холодного проводят исследования по использованию отходов переработки винограда в кормлении животных.
Таким образом, основное направление исследований профессора Кадымова- это разработка методов специфической профилактики овец против ряда инфекционных болезней, развитие теоретических основ факторов, повышающих резистентность и иммунобиологическую реактивность животных.

### Научно-педагогическая деятельность
1962—1963 гг. — младший научный сотрудник Азербайджанского научно-исследовательского института животноводства (г. Кировабад).
1963—1966 гг. — аспирант кафедры эпизоотологии и микробиологии АзСХИ им. С.Агамалиоглы.
1966 г. — ассистент кафедры эпизоотологии и микробиологии АзСХИ им. С.Агамалиоглы.
1966 г. — защитил диссертацию на соискание ученой степени кандидата ветеринарных наук по теме: «Влияние применения тканевого стимулятора на иммунобиологические показатели овец, вакцинированных против брадзота и инфекционной энтеротоксемии».
1966—1976 гг. — доцент кафедры эпизоотологии и микробиологии ветеринарного факультета АзСХИ им. С.Агамалиоглы.
1970 г. — ученый секретарь АзСХИ им. С.Агамалиоглы.
1972—1978 гг. — проректор по науке АзСХИ им. С.Агамалиоглы.
1976 г. — защитил диссертацию на соискание ученой степени доктора ветеринарных наук на тему: «Изучение эффективности комплексной и ассоциированной вакцинации овец против инфекционных заболеваний» (теоретическое обоснование).
1977 г. — присвоено знание профессора.
1978 г. — избран членом проблемного совета Министерства сельского хозяйства.
1978 г. — избран заведующим кафедрой эпизоотологии и микробиологии АзСХИ им. С.Агамалиоглы.
1979 г. — участвовал в XXI Международном ветеринарном конгрессе, где был награждён дипломом.
1980 г. — награждён орденом «Знак Почета».
1982—1983 гг. — декан ветеринарного факультета АзСХИ им. С.Агамалиоглы.
1983 г. — избран чтецом секции ветеринарии ВАСХНИЛ.
1983 г. — член Международного микробиологического общества (г. Прага)
1983 г. — за внедрение изобретения созданного после 20 августа 1973 года вручен нагрудный знак «Изобретатель СССР»
1984 г. — участвовал в Международном конгрессе, посвященном вопросу зоонозов (Чехославакия)
1984 г. — избран членом НТС при Министерстве сельского хозяйства и продовольствия.
1985 г. — избран членом специализированного Закавказского Совета по присуждению ученых степеней.
1985 г. — назначен руководителем проблемной лаборатории по изучению инфекционных болезней овец.
1987 г. — член секции эпизоотологии и профилактики инфекционных болезней животных отделения ВАСХНИЛ.
1990 г. — удостоен Золотой медали им. К. И. Скрябина.
1990 г. — ректор Азербайджанской ордена «Знак Почета» сельскохозяйственной академии им. С.Агамалиоглы.
1991 г. — присвоено почетное звание «Заслуженный деятель науки Азербайджанской Республики».
1991 г. — утвержден ВАКом СССР председателем Специализированного Совета 16.00.03 по защите кандидатских диссертаций при АзСХА.

## Публикации
Научные труды Кадымова отличаются единством плана, строгой последовательностью, точностью методов и изяществом экспериментальной техники. Рауль Кадымов является автором более 300 опубликованных научных трудов, монографий,20 учебных пособий, ряда работ методического характера, научно-популярной литературы:
«Применение тканевого биостимулятора в ветеринарии» — издательство «Азернешр» 1972 г.
«Изучение влияния антибиотиков на напряженность иммунитета при бруцеллезе» — издано в трудах США
«Ассоциированные и комплексные вакцинации животных» — издательство «Колос»,Москва,1974 г.
«Инфекционные болезни овец»- Агропромиздат,Москва,1987 г.
«Ветеринарная вирусология» — издательство «Маариф» 1981 г.
«Ветеринарная микробиология» — издательство «Маариф» 1986 г.
«Частная эпизоотология» — издательство «Маариф» 1990 г.
«Основы иммунитета животных» — издательство «Элм» 1991 г.
«Некоторые болезни животных, передающиеся человеку» — издательство «Азернешр» 1964 г.
«Иммунопрофилактика инфекционных болезней животных» — издательство АзСХИ, Кировабад,1973 г.
«Методические указания для выполнения практических занятий по микробиологии» — Кировабад,1981 г. (совместно с М. А. Курбановой)
«Методические указания по биопрепаратам и серологическим реакциям, применяемым в овцеводстве» — Кировабад,1989 г. (совместно с Э. М. Агаевой)
«Рекомендация по борьбе с клостридиозами овец. Утверждена НТС Госагропромом Азерб ССР»
«Наставления по комплексной вакцинации овец против оспы, брадзота и сибирской язвы» — утверждены Главным Управлением ветеринарии МСХ Азерб. ССР от 27 мая 1975 г.
«Тканевые биостимуляторы на животноводческих фермах республики» журн. «Совет Кенди»,№ 4,1966 г. (совместно с Ю. Б. Сафаровым)
«Электрофоритическое исследование сывороточных белков крови. Материалы докладов» — Всесоюзное совещание биохимиков и физиологов,Москва,1966 г. (совместно с Ю. Б. Сафаровым)
Соавтор учебника «Эпизоотология и инфекционные болезни сельскохозяйственных животных» — издательство «Колос»,Москва 1984 г.
Соавтор второго издания учебника «Эпизоотология и инфекционные болезни сельскохозяйственных животных» — Агропромиздат,Москва 1991 г.
Проф. Р. А. Кадымов является автором ряда авторских свидетельств
№ 565530 «Способ предотвращения инфекционных заболеваний у овец»
№ 575100 «Способ предотвращения инфекционных заболеваний у овец»
№ 1400061 «Способ получения кормового белка»
№ 1589623 «Способ получения кормового белка»).
Таким образом, основное направление исследований проф. Р. А. Кадымова- это разработка методов специфической профилактики овец против ряда инфекционных болезней, развитие теоретических основ факторов, повышающих резистентность и иммунобиологическую реактивность животных.

## Память
Он являлся членом специализированного Закавказского Совета по присуждению ученых степеней, с 1987 г.- член секции эпизоотологии и профилактики инфекционных болезней ВАСХНИЛ, с 1983 г.- членом международного общества микробиологов (г. Прага), принимал активное участие во всесоюзных и международных съездах, конференциях, симпозиумах по иммунологии, микробиологии и эпизоотологии.
Профессор Кадымов внёс вклад в подготовку научных кадров, под его руководством более 21 человек получили звание кандидата и доктора ветеринарных наук.
Советское правительство высоко оценило плодотворный труд профессора Кадымова, в 1980 г. он награждён орденом Орденом «Знак Почета», в 1990 г. — Большой Золотой медалью им. К.Скрябина ВАСХНИЛ. Президиум Верховного Совета Аз. ССР в 1991 г. присвоил ему почетное звание — «Заслуженный деятель наук Азербайджанской Республики».
С 1990—1995 г.г. проф. Кадымов — ректор Азербайджанской ордена «Знак Почета» Сельскохозяйственной Академии.
Скончался в 2000 г. в г. Гянджа.